# Asfiksja autoerotyczna

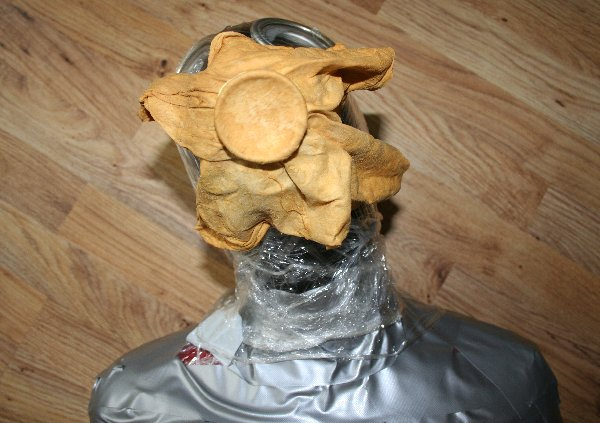
Maska BDSM pozwalająca na kontrolę oddechu

Asfiksjofilia – jeden z typów parafilii polegający na odczuwaniu zaspokojenia seksualnego na skutek duszenia partnera lub bycia duszonym.
Pozbawianie siebie lub innej osoby tlenu w celu osiągnięcia orgazmu jest oficjalnie sklasyfikowane w Stanach Zjednoczonych jako hipoksyfilia według klasyfikacji Amerykańskiego Stowarzyszenia Psychiatrycznego (APA) i jest uznawana za zaburzenie umysłowe. Hipoksyfilia należy natomiast do kategorii zaburzeń psychiatrycznych, jakimi są parafilie.
Partner seksualny może brać udział w duszeniu, natomiast jeśli jest wyłączony z działania, to taki przypadek określa się jako "autoerotyczną asfiksjofilię". Stosuje się różne metody w celu wyczerpania tlenu, jak zakładanie plastikowych torebek na głowę, lub samoduszenie poprzez zaciskanie szyi np. szalikiem lub sznurem. Takie działanie jest niezwykle niebezpieczne i w niektórych przypadkach kończy się śmiercią.